# 李芃
李 芃（り ほう、722年 - 785年）は、唐代の官僚・軍人。字は茂初。本貫は趙州平棘県。

## 経歴
上邽県主簿を初任とした。三度異動して大理寺評事に試用され、監察御史・山南東道観察支使となった。厳武が京兆尹となると、李芃は長安県尉に推挙された。李勉が江南西道観察使となると、李芃は秘書郎となり、監察御史を兼ね、判官をつとめた。永泰元年（765年）、殿中侍御史を兼ねた。
ときに宣州・饒州の方清・陳荘が人々を集めて山洞に拠り、西方の長江の航路を遮断し、旅商人を劫略して反乱を起こした。李芃は秋浦県が守りの要地であることから、ここに州を置くよう請願した。李勉はその計画に賛同して奏聞し、代宗はこれを聞き入れた。
のち宣州の秋浦県・青陽県と饒州の至徳県を分割して池州が置かれたが、李芃は池州の事務を代行し、ほどなく侍御史を兼ねた。
大暦2年（767年）、魏少游が李勉に代わって江南西道観察使となると、李芃はその推薦により検校虞部員外郎となり、紫金魚袋を賜り、江南西道都団練副使となった。ほどなく江州刺史となり、江州の人は李芃をたのみにした。母が死去すると、李芃は辞職して喪に服した。喪が明けると、李芃は永平軍節度使の李勉の推薦により検校工部郎中となり、侍御史を兼ね、判官をつとめた。大暦11年（776年）、陳州刺史となった。李霊曜が汴州で反乱を起こすと、李芃は李勉の命により亳州防禦使を兼ね、兵備を整えた。また陳州や潁州の運搬路を開通させた。
大暦14年（779年）、徳宗が即位すると、李芃は検校太常寺少卿に任じられ、御史中丞・河陽三城鎮遏使を兼ねた。河陽節度使路嗣恭の下で河陽節度副使をつとめた。建中2年（781年）、魏博節度使の田悦が反乱を起こすと、李芃はその征討を徳宗に命じられた。検校太子左庶子・河陽三城懐州節度観察使を加えられ、汜水県など5県を管轄した。李芃は進軍して新郷県・共城県を奪取し、衛州を包囲した。建中3年（782年）、河東節度使の馬燧らの諸軍とともに田悦を洹水で破り、功により検校兵部尚書を加えられ、開陽郡王に封じられた。進軍して田悦を魏州で包囲し、田悦の部将の符璘を降した。建中4年（783年）、徳宗が奉天に避難すると、李芃は軍を集めて帰還した。
興元元年（784年）、李芃は検校尚書右僕射となった。ほどなく病のため辞職した。貞元元年（785年）、死去した。享年は64。太子太保の位を追贈された。

## 伝記資料
- 『旧唐書』巻132 列伝第82
- 『新唐書』巻147 列伝第72